# Fem van Empel
Fem van Empel ('s-Hertogenbosch, 3 settembre 2002) è una ciclocrossista, mountain biker e ciclista su strada olandese che corre per il Team Visma-Lease a Bike. Specialista del ciclocross, tra le Under-23 è stata campionessa del mondo 2021, vincendo poi tra le Elite i titoli mondiali 2023, 2024 e 2025, la Coppa del mondo 2022-2023 e i titoli europei 2022, 2023 e 2024.

## Carriera
Nell'ottobre 2020 si aggiudica la medaglia di bronzo nel cross country eliminator ai campionati del mondo a Lovanio. Il 31 gennaio 2021, appena diciottenne, si laurea campionessa del mondo Under-23 di ciclocross a Ostenda battendo la connazionale Aniek van Alphen. Nella stagione 2021-2022 di ciclocross è medaglia di bronzo ai campionati europei Under-23; vince poi due prove di Coppa del mondo, sulla neve in Val di Sole e sul percorso intorno al castello a Flamanville (concluderà al quarto posto generale di Coppa), e il bronzo mondiale Under-23 a Fayetteville.
Nell'estate 2022 ad Anadia è medaglia d'argento nel cross country Under-23 ai campionati europei di mountain biking, nonché medaglia di bronzo nella prova in linea di categoria ai campionati europei su strada. Apre quindi la stagione 2022-2023 di ciclocross vincendo le prime quattro prove Elite di Coppa del mondo, a Waterloo, Fayetteville, Tábor e Maasmechelen, e il titolo europeo Elite a Namur.

## Palmarès

### Cross
- 2020-2021 (Pauwels Sauzen-Bingoal)

Campionati del mondo, prova Under-23 (con la Nazionale olandese)
- 2021-2022 (Pauwels Sauzen-Bingoal, due vittorie Elite)

Ciclocross Val di Sole, 9ª prova Coppa del mondo (Val di Sole)
Campionati olandesi, prova Under-23
Cyclo-cross en Cotentin, 14ª prova Coppa del mondo (Flamanville)
- 2022-2023 (Pauwels Sauzen-Bingoal, dieci vittorie Elite/Jumbo-Visma, sei vittorie)

Polderscross, 1ª prova Exact Cross (Kruibeke)
Be-Mine Cross, 2ª prova Exact Cross (Beringen)
Cyclo-Cross Collective Cup, 1ª prova Coppa del mondo (Waterloo)
FayetteCross, 2ª prova Coppa del mondo (Fayetteville)
Cyklokros Tábor, 3ª prova Coppa del mondo (Tábor)
Cyclocross Maasmechelen, 4ª prova Coppa del mondo (Maasmechelen)
Koppenbergcross, 1ª prova X2O Badkamers Trofee (Oudenaarde)
Campionati europei, prova Elite (con la Nazionale olandese)
Scheldecross, 8ª prova Coppa del mondo (Anversa)
Cyclocross Dublin, 9ª prova Coppa del mondo (Dublino)
Grote Prijs Sven Nys, 3ª prova X2O Badkamers Trofee (Baal)
Flandriencross, 6ª prova X2O Badkamers Trofee (Hamme)
CX Benidorm Costa Blanca, 13ª prova Coppa del mondo (Benidorm)
Campionati del mondo, prova Elite (con la Nazionale olandese)
Krawatencross, 7ª prova X2O Badkamers Trofee (Lille)
Brussels Universities Cyclocross, 8ª prova X2O Badkamers Trofee (Bruxelles)
- 2023-2024 (Team Jumbo-Visma/Team Visma-Lease a Bike, diciannove vittorie)

Be-Mine Cross, 1ª prova Exact Cross (Beringen)
Cyclo-Cross Collective Cup, 1ª prova Coppa del mondo (Waterloo)
Vlaamse Druivencross, 1ª prova Superprestige (Overijse)
Nacht van Woerden (Woerden)
Cyclocross Maasmechelen, 2ª prova Coppa del mondo (Maasmechelen)
Koppenbergcross, 1ª prova X2O Badkamers Trofee (Oudenaarde)
Campionati europei, prova Elite (con la Nazionale olandese)
Urban Cross, 2ª prova X2O Badkamers Trofee (Kortrijk)
Niels Albert CX, 5ª prova Superprestige (Boom)
Herentals Cross, 3ª prova X2O Badkamers Trofee (Herentals)
Scheldecross, 9ª prova Coppa del mondo (Anversa)
Grote Prijs Eric De Vlaeminck, 6ª prova Superprestige (Heusden-Zolder)
Grote Prijs Sven Nys, 4ª prova X2O Badkamers Trofee (Baal)
Duinencross, 5ª prova X2O Badkamers Trofee (Koksijde)
CX Benidorm Costa Blanca, 13ª prova Coppa del mondo (Benidorm)
Flandriencross, 6ª prova X2O Badkamers Trofee (Hamme)
Grote Prijs Adrie van der Poel, 14ª prova Coppa del mondo (Hoogerheide)
Campionati del mondo, prova Elite (con la Nazionale olandese)
Krawatencross, 7ª prova X2O Badkamers Trofee (Lille)
- 2024-2025 (Team Jumbo-Visma/Team Visma-Lease a Bike, undici vittorie)

Be-Mine Cross, 1ª prova Exact Cross (Beringen)
Koppenbergcross, 1ª prova X2O Badkamers Trofee (Oudenaarde)
Campionati europei, prova Elite (con la Nazionale olandese)
Urban Cross, 4ª prova Exact Cross (Kortrijk)
Scheldecross, 1ª prova Coppa del mondo (Anversa)
Herentals Cross, 3ª prova X2O Badkamers Trofee (Herentals)
Cyclocross Gavere, 7ª prova Coppa del mondo (Gavere)
Cyclo-cross de Besançon, 8ª prova Coppa del mondo (Besançon)
Grote Prijs Sven Nys, 4ª prova X2O Badkamers Trofee (Baal)
CX Benidorm Costa Blanca, 10ª prova Coppa del mondo (Benidorm)
Campionati del mondo, prova Elite (con la Nazionale olandese)

#### Altri successi
- 2022-2023 (Pauwels Sauzen-Bingoal/Jumbo-Visma)

Campionati del mondo, staffetta mista (con la Nazionale olandese)
Classifica generale Coppa del mondo
Classifica generale X2O Badkamers Trofee
- 2023-2024 (Team Jumbo-Visma/Team Visma-Lease a Bike)

Classifica generale X2O Badkamers Trofee

### Strada
- 2023 (Team Jumbo-Visma, una vittoria)

3ª tappa Tour de l'Avenir Femmes (Saint-Didier-sur-Chalaronne > Val-d'Épy, con la Nazionale olandese)

#### Altri successi
- 2023 (Team Jumbo-Visma)

Classifica a punti Tour de l'Avenir Femmes (con la Nazionale olandese)

### Mountain bike
- 2022

3 Nations Cup - Op Fietse MTB Race, Cross country (Wijster)
3 Nations Cup MTB Cup Genk, Cross country (Genk)
Campionati olandesi, Cross country Under-23

## Piazzamenti

### Grandi Giri
- Giro d'Italia

2023: 11ª
2024: ritirata (5ª tappa)
- Tour de France

2024: 43ª

### Competizioni mondiali
- Campionati del mondo di ciclocross

Dübendorf 2020 - Junior: 5ª
Ostenda 2021 - Under-23: vincitrice
Fayetteville 2022 - Under-23: 3ª
Hoogerheide 2023 - Staffetta mista: vincitrice
Hoogerheide 2023 - Elite: vincitrice
Tábor 2024 - Elite: vincitrice
Liévin 2025 - Elite: vincitrice
- Coppa del mondo di ciclocross

2019-2020 - Elite: 90ª
2020-2021 - Elite: 11ª
2021-2022 - Elite: 4ª
2022-2023 - Elite: vincitrice
2023-2024 - Elite: 4ª
2024-2025 - Elite: 2ª
- Campionati del mondo di mountain bike[1]

Leogang 2020 - Cross country Junior: 10ª
Lovanio 2020 - Cross country eliminator: 3ª
- Campionati del mondo gravel

Brabante Fiammingo 2024 - Elite: 52ª

### Competizioni continentali
- Campionati europei di ciclocross

Rosmalen 2020 - Under-23: 6ª
Drenthe-Col du VAM 2021 - Under-23: 3ª
Namur 2022 - Elite: vincitrice
Pontchâteau 2023 - Elite: vincitrice
Pontevedra 2024 - Elite: vincitrice
- Campionati europei di mountain bike[1]

Monte Tamaro 2020 - Cross country Junior: 12ª
Novi Sad 2021 - Cross country eliminator: 2ª
Novi Sad 2021 - Cross country Under-23: 7ª
Anadia 2022 - Staff. a squadre Under-23: vincitrice
Anadia 2022 - Cross country Under-23: 2ª
Cracovia 2023 - Cross country Elite: 10ª
- Campionati europei su strada

Anadia 2022 - In linea Under-23: 3ª
Drenthe 2023 - In linea Under-23: 8ª
- Campionati europei gravel

Oud-Heverlee 2023 - Elite: 3ª